# Coenocharopa yessabahensis
Coenocharopa yessabahensis − słabo znany gatunek ślimaka z rodziny Charopidae.

## Występowanie
Żyje w Australii. Miejsce typowe to Nowa Południowa Walia. Jest to zwierzę lądowe.

## Status
W 1994 gatunek uznano za rzadki (rare, Groombridge 1994).